# Амвросий (Ключарёв)
Архиепи́скоп Амвро́сий (в миру Алексей Иосифович Ключарёв; 17 (29) марта 1820, Александров, Российская империя — 3 сентября 1901, Харьков) — епископ Православной Российской Церкви, Харьковский и Ахтырский, богослов.

## Биография
Родился в городе Александрове Владимирской губернии, в семье священника Преображенской церкви Иосифа Петровича Ключарёва. Род Ключарёвых священствовал здесь около двух веков. Мать, Мария Ильинична (в девичестве Селезнёва), также происходила из священнического рода.
С десяти лет обучался в Переславском духовном училище, которое окончил вторым учеником по разрядному списку в 1834 году. Затем учился в Вифанской семинарии (1834—1840), которую окончил также вторым по списку. Был направлен в Московскую духовную академию, по окончании которой в 1844 году со степенью кандидата богословия был назначен в Вифанскую семинарию преподавателем логики, психологии и латинского языка. Во время обучения на его развитие оказали влияние профессор философии протоиерей Фёдор Голубинский, а также святители Филарет и Иннокентий Московские. В 1845 году был утверждён в степени магистра богословия за сочинение «Преосвященный Тихон I, епископ Воронежский и Елецкий» и получил звание профессора. С 1847 года преподавал ещё и патристику.
23 октября 1848 года ему было предоставлено штатное место священника в московском Рождественском девичьем монастыре, 14 ноября он был рукоположён в сан диакона и 17 ноября — в сан священника. В начале 1849 года он был назначен настоятелем «Казанской, что у Калужских ворот, церкви», в которой он прослужил почти 30 лет; с 4 марта 1864 года протоиерей. Его проповеди пользовались популярностью у прихожан, и печатались в «Московских ведомостях», «Домашней беседе» и других светских периодических изданиях. Иван Корсунский писал, что «он стяжал себе имя Замоскворечкого Златоуста», а издатель «Домашней беседы» Виктор Аскоченский отмечал:

Мы весьма редко и неохотно помещали в «Домашней беседе» слова и поучения, но всё, что выходит из уст и из-под пера знаменитого московского проповедника отца протоиерея А. О. Ключарёва, само собою просится на возможно широкое распространение. Это — один из достойных делателей нивы Христовой…

В 1860 году скончалась его жена и пятилетний сын. В этом же году он основал журнал «Душеполезное чтение». В это время он сблизился с митрополитом Иннокентием, который высоко ценил его дарования и привлекал к миссионерской деятельности.

### Архиерейство
По настоянию Московского митрополита Иннокентия протоиерей Ключарёв 7 ноября 1877 года был пострижен в монахи с именем Амвросия (в память святителя Амвросия Медиоланского), и на следующий день — 8 ноября возведён в сан архимандрита.
15 января 1878 года он был хиротонисан во епископа Можайского, второго викария Московской епархии. В апреле он был назначен викарием Дмитровским. После смерти митрополита Иннокентия до прибытия в Москву новоназначенного митрополита Макария он временно управлял Московской епархией.
22 сентября 1882 года его назначили епископом Харьковским и Ахтырским и 26 октября он в последний раз служил Литургию в Московском Богоявленском монастыре, где произнёс прощальное слово: «Мир оставляю вам, мир даю вам».
В 1884 году преобразовал «Харьковские епархиальные ведомости» в двухнедельный богословско-философский журнал «Вера и разум».
20 марта 1886 года был возведён в сан архиепископа. 21 декабря 1898 года был избран почётным членом московского миссионерского Братства святого Петра Митрополита, в деятельности которого принимал активное участие, будучи священником и архиереем в Москве, и не оставлял связи с братством, управляя Харьковской епархией.
Во время служения в Харьковской епархии архиепископ Амвросий ввёл единообразный церковный напев, восстановил Казанский Высокочиновский мужской монастырь и Богодуховский Свято-Троицкий женский монастырь. Открыл 62 прихода, учредил немало образовательных и благотворительных заведений, а также миссионерский совет для борьбы с сектантством. Под его руководством был создан мемориальный комплекс на месте крушения императорского поезда под Харьковом 17 октября 1888 года. Опубликовал «Воспоминания о построении Спасова скита» (Харьков, 1899).
При жизни проповеди архиепископа Амвросия печатались в различных изданиях, кроме того, были изданы два сборника его проповедей. По отзывам современников, он являлся одним из самых вдохновенных русских проповедников. Затрагивал в своих проповедях темы сектантства и нравственности, предназначения человека и христианских понятий, взаимодействия Церкви и государственной власти.
Был награждён бриллиантовым крестом для ношения на клобуке (1898).
Архиепископ Амвросий скончался 3 (16) сентября 1901 года на архиерейской даче неподалёку от Харькова.